# 비유테크놀러지
비유테크놀러지(B U Technology Co. Ltd.)는 대한민국의 기업이다. 본사는 부산광역시 강서구 명지국제2로28번길 34 에코팰리스 318호에 위치해 있으며 대표이사는 이진엽이다.

## 논란
미디움에 인수된 뒤 1년 만에 상장폐지 절차에 들어간 상태이다
2024년 한국거래소 코스닥시장본부에 위해 공시 불이행, 공시 번복을 사유로 오는 25일 불성실공시법인으로 지정되었다

## 같이 보기
- 에스유홀딩스

## 참고문헌
1. ↑  ‘KOK토큰 사기’ 관계사 비유테크놀러지 회계부정 신고받고도 ‘뒷짐 진’ 금감원, 조선비즈, 2024.03.26
2. ↑  비유테크놀러지, 불성실 공시 법인 지정, 이데일리, 2024.04.24
3. ↑  비유테크놀러지, 제3자배정 유상증자 결정 등, 인포스톡데일리, 2024.03.29